# Johann Fritz
Johann Peter Fritz byl jedním z nejvýznamnějších vídeňských výrobců klavírů.

## Život a dílo
Jeho klavíry byly ceněny pro dobrou kvalitu a melodičnost. Je známo, že Giuseppe Verdi měl velmi rád klavíry Johanna Fritze a používal vídeňský 6-pedálový Fritzův klavír od doby Rigoletta v roce 1851 až po Aidu v roce 1871. Toto přesné piano lze vidět ve skladatelově vile Villa Verdi Archivováno 21. 12. 2021 na Wayback Machine. v provincii Piacenza v Itálii.
Některé Fritzovy nástroje jsou vystaveny v muzeích, jako je Muzeum hudebních nástrojů v Miláně, Muzeum výtvarných umění v Bostonu, The Finchcocks Charity for Musical Education v Tunbridge Wells, Kent a jedna z moderních kopií klavírů Johanna Fritze vyrobených Paulem McNultym je na Univerzitě v Regensburgu v Německu. Po smrti Johanna Fritze v roce 1834 ve Vídni pokračoval ve firmě jeho syn Joseph. Je zde domněnka, že svou dílnu přestěhoval do Grazu na konci třicátých let XX století, po roce 1837.

## Nahrávky na originálech a kopiích klavírů Streicher
- Anneke Scott, Steven Devine. Ludwig van Beethoven. Beyond Beethoven: Works for natural horn and fortepiano.